# Luísa Sonza
 (septembre 2023).
La mise en forme du texte ne suit pas les recommandations de Wikipédia : il faut le « wikifier ».
Les points d'amélioration suivants sont les cas les plus fréquents. Le détail des points à revoir est peut-être précisé sur la page de discussion.
- Les titres sont pré-formatés par le logiciel. Ils ne sont ni en capitales, ni en gras.
- Le texte ne doit pas être écrit en capitales (les noms de famille non plus), ni en gras, ni en italique, ni en « petit »…
- Le gras n'est utilisé que pour surligner le titre de l'article dans l'introduction, une seule fois.
- L'italique est rarement utilisé : mots en langue étrangère, titres d'œuvres, noms de bateaux, etc.
- Les citations ne sont pas en italique mais en corps de texte normal. Elles sont entourées par des guillemets français : « et ».
- Les listes à puces sont à éviter, des paragraphes rédigés étant largement préférés. Les tableaux sont à réserver à la présentation de données structurées (résultats, etc.).
- Les appels de note de bas de page (petits chiffres en exposant, introduits par l'outil «  Source ») sont à placer entre la fin de phrase et le point final[comme ça].
- Les liens internes (vers d'autres articles de Wikipédia) sont à choisir avec parcimonie. Créez des liens vers des articles approfondissant le sujet. Les termes génériques sans rapport avec le sujet sont à éviter, ainsi que les répétitions de liens vers un même terme.
- Les liens externes sont à placer uniquement dans une section « Liens externes », à la fin de l'article. Ces liens sont à choisir avec parcimonie suivant les règles définies. Si un lien sert de source à l'article, son insertion dans le texte est à faire par les notes de bas de page.
- La présentation des références doit suivre les conventions bibliographiques. Il est recommandé d'utiliser les modèles {{Ouvrage}}, {{Chapitre}}, {{Article}}, {{Lien web}} et/ou {{Bibliographie}}. Le mode d'édition visuel peut mettre en forme automatiquement les références.
- Insérer une infobox (cadre d'informations à droite) n'est pas obligatoire pour parachever la mise en page.

Pour une aide détaillée, merci de consulter Aide:Wikification.
Si vous pensez que ces points ont été résolus, vous pouvez retirer ce bandeau et améliorer la mise en forme d'un autre article.
Luísa Gerloff Sonza (Tuparendi, 18 juillet 1998) est une chanteuse, compositrice, actrice, femme d'affaires et présentatrice brésilienne,. Elle a commencé sa carrière en 2015 en rejoignant le groupe événementiel Sol Maior en tant que chanteuse, puis a créé un compte sur YouTube où elle a publié des vidéos d'elle reprenant des chansons d'autres artistes, ce qui l'a rendue populaire sur la plateforme, étant reconnue comme la "Reine des couvertures".
En 2017, Sonza a commencé sa carrière solo en signant un contrat avec Universal Music Brasil et a sorti un EP éponyme , et après quelques singles séparés, est sorti son premier album studio Pandora (2019), qui a généré des singles à succès tels que comme «Garupa» et «Bomba Relógio». Après une série d'événements dans sa vie personnelle, Sonza a sorti Doce 22 (2021), qui a produit des chansons qui ont eu un impact sur la radio telles que «Melhor Sozinha», «Penhasco» et «Café da Manhã». Les deux albums ont reçu des certificats de Pro-Música Brasil (PMB). Parallèlement à sa carrière de chanteuse, l'artiste a fait des apparitions particulières en tant qu'actrice dans certaines séries et feuilletons, et a été à certaines occasions présentatrice de programmes télévisés.
Sonza a été nommée pour plusieurs prix au cours de sa carrière, étant lauréate de deux Multishow Awards pour la musique brésilienne, d'un Jovem Brasileiro Award et de trois MTV Millennial Awards Brasil . Elle a également été nommée aux MTV Europe Music Awards comme « Meilleure artiste brésilienne » et au Latin Grammy dans la catégorie « Latin Grammy du meilleur album pop contemporain en langue portugaise » pour Doce 22 . Elle a fait l'objet d'un examen constant des médias et du public pour son travail qui met en lumière la sexualité féminine, les relations et l'apparence physique, faisant d'elle l'une des victimes de la culture d'annulation sur les réseaux sociaux.

## Biographie et carrière

### 1998-2016: Enfance, adolescence et début de carrière
Luísa Gerloff Sonza est née le 18 juillet 1998 à Tuparendi, Rio Grande do Sul, où elle a également grandi. César Luís Sonza, son père, est agriculteur, tandis que sa mère, Eliane Gerloff, est professeur d'éducation physique; le couple s'est séparé en 2018,. Sonza a deux frères, Fernando Umberto Gerloff et Sofia Gerloff Sonza, cette dernière née en 2013, et a des ancêtres italiens et allemands. Elle a commencé à chanter à l'âge de trois ans à la maison et, après avoir réalisé le talent de sa fille, ses parents l'ont emmenée chanter lors de festivals. Sa première apparition publique en tant que chanteuse a eu lieu lors d'un festival dans sa ville, où elle a été découverte par le musicien Mino, propriétaire du groupe Sol Maior, qui se produisait lors d'événements tels que des messes, des mariages et des foires. En 2005, alors qu'elle avait sept ans, elle auditionne pour devenir l'une des chanteuses du groupe, en chantant "A Lenda", de Sandy & Junior,. Une fois approuvé, il a commencé à se produire environ 21 à 26 fois par mois avec le groupe. Ses parents lui ont ordonné de quitter Sol Maior pour étudier en raison du surmenage, ce qu'elle a refusé de faire, croyant qu'un jour ses efforts seraient récompensés. Il est parti à dix-sept ans.
En 2014, son oncle lui a offert un téléphone portable, avec lequel il a enregistré des vidéos chantant des reprises de chansons de différents artistes avec voix et guitare et les a publiées sur son compte Instagram,. Peu de temps après, elle décide de créer une chaîne YouTube, après avoir découvert auprès de quelques amis le succès des reprises d'autres chanteurs anonymes sur la plateforme, couplé au fait que ses followers demandaient des vidéos plus longues,. Son répertoire était composé de succès actuels, ainsi que de paroles originales qui servaient de «chansons de réponse» à ces succès, et de chansons gospel. Son travail sur la plateforme lui a valu d'être reconnue sur Internet, devenant connue du public comme la "Reine des Covers ". Sonza a défini son travail sur YouTube comme n'étant pas sa passion, mais il était chargé de lui donner la visibilité qu'elle souhaitait. En 2016, il s'installe à Santa Maria pour étudier le droit à l' Université franciscaine (UFN), avec les études universitaires comme «plan B»; elle a abandonné le cours après seulement deux semaines et a déménagé dans la capitale Porto Alegre, où elle a vécu pendant un an, réalisant que «la musique commençait à s'entraîner plus que l'université»,,.

### 2017-2019:Pandora

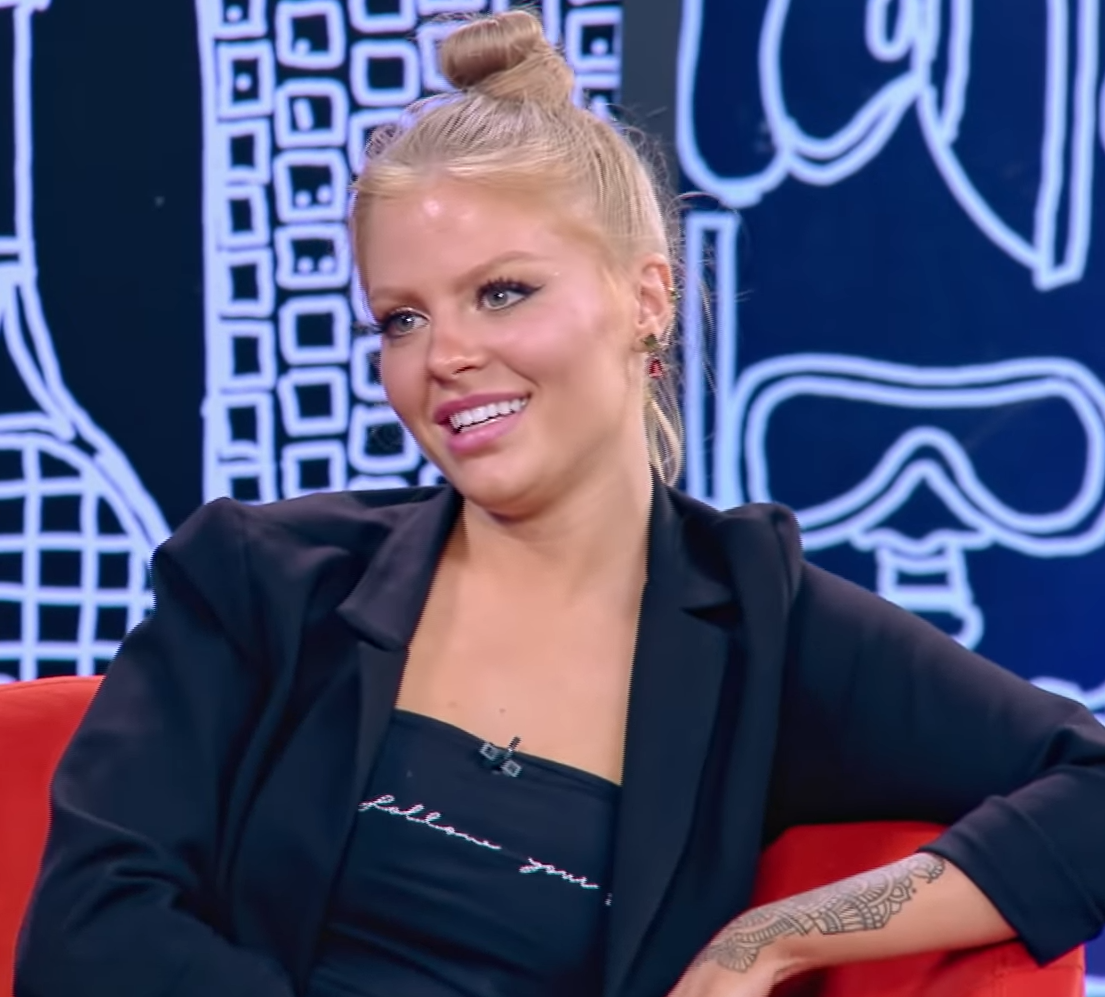
Sonza lors d'une interview en 2019

En 2017, Sonza a signé un contrat d'enregistrement avec le label Universal Music Brasil et a sorti sa première chanson originale, intitulée "Good Vibes". En juillet, son deuxième single est sorti, intitulé "Olhos Castanhos", écrit en l'honneur de son fiancé de l'époque Whindersson Nunes,. Les morceaux ont été inclus dans leur premier extended play (EP) éponyme, sorti en octobre 2017, qui a également généré le single "Rebolar", ainsi que "Não Preciso de Você Pra Nada", avec Luan Santana,. En juin 2018, Sonza a fait ses débuts d'actrice dans une apparition spéciale dans le rôle de Julinha dans un épisode de la série Dra. Darci, produit par Multishow. Le mois prochain est sorti le single "Devagarinho", qui est devenu la première chanson du chanteur à entrer dans le top 50 de la plateforme de streaming Spotify Brésil. En octobre de la même année, elle est invitée par l'auteur Aguinaldo Silva à enregistrer la chanson "Nunca Foi Sorte", écrite par lui pour la bande originale du feuilleton de neuf heures O Sétimo Guardião, sur TV Globo, et à réaliser une émission spéciale. apparition dans l’intrigue,. Le mois suivant, Sonza sort le single "Boa Menina".
En juin 2019, Sonza a sorti son premier album Pandora, sorti en conjonction avec le single « Garupa », avec Pabllo Vittar. L'album a été précédé par la sortie du premier single "Por Que Possa Imaginar" en mars. Pandora s'est avéré être un succès commercial, atteignant 100 millions d'écoutes sur Spotify Brasil en moins de trois mois après sa sortie, recevant un certificat de platine de Pro-Música Brasil (PMB),. Les singles " Fazendo Assim", avec Gaab, "Bomba Relógio", avec Vitão et "Não Vou Mais Parar" sont ensuite sortis de l'album,,. Une tournée pour promouvoir l'album a débuté en juillet 2019 à São Paulo. Plus tard cette année-là, le chanteur est apparu en tant qu'artiste invité sur les singles "Cavalgada" de Heavy Baile, "Combatchy" d'Anitta, "The Weekend" de PrettyMuch et "Tudo de Bom" de PK,,,. Dans le domaine de la télévision, Sonza est également apparue dans la série Multishow Os Roni et est apparue en tant que participante à la 16e saison de l' émission de téléréalité Dança dos Famosos.

### 2020-2022:Doce 22

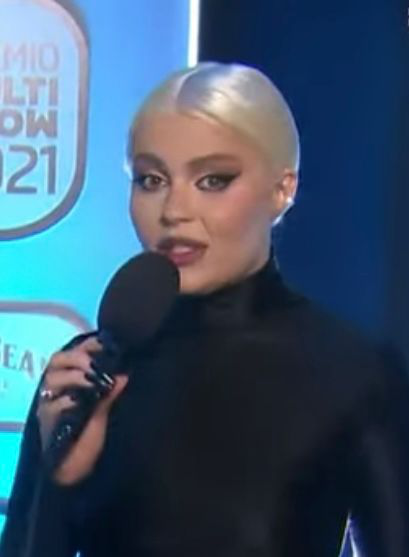
Sonza sur le tapis rouge des Prêmio Multishow en 2021

Sonza a commencé 2020 avec une apparition spéciale dans le feuilleton Amor de Mãe, où elle a joué Mel. En mars, il sort le single «Braba», qui devient sa première chanson solo à atteindre le sommet de Spotify Brésil,. Deux mois plus tard, il participe à la chanson "Não Vai Bien que" du chanteur Dilsinho. Trois mois plus tard, Sonza faisait partie du single «Flores» du chanteur Vitão. En juillet, l'artiste a sorti le morceau "Toma", mettant en vedette le chanteur MC Zaac. Entre octobre et décembre 2020, Sonza a également été artiste invitée sur les singles «Quebrar Seu Coração» de Lexa, «Século 21» de Léo Santana, «Friend de Semana» de Danna Paola et Aitana, «Câncer» de Xamã et «Quarto Andar» de As Baías,,,. Toujours en décembre, la chanteuse sort le single «Modo Turbo», avec Pabllo Vittar et Anitta, utilisé comme premier single de son deuxième album studio Doce 22. En février 2021, il sort la chanson «Cansar Você » avec Thiaguinho et participe également aux singles «Ain't Worried» de Bruno Martini, «Cry About It Later» de Katy Perry, «Tentação» de Carol Biazin., et «Atenção» de Pedro Sampaio,,,.
En juin 2021, il a été annoncé qu'en raison d'attaques excessives contre sa personne, Sonza se retirerait temporairement des réseaux sociaux et que pour cette raison, la sortie de son prochain album serait reportée. Le mois suivant, il revient sur les réseaux pour annoncer la sortie de son deuxième album studio, Doce 22, qui sort le 18 juillet, date à laquelle il fête ses 23 ans. L'album a été un succès commercial, atteignant plus d'un milliard d'écoutes sur les plateformes numériques en sept mois après sa sortie, étant reconnu par un triple certificat de platine par PMB,. Les chansons «VIP», en partenariat avec le rappeur américain 6lack, et «Melhor Sozinha» sont sorties en single le même jour que la sortie de l'album. Trois autres singles, "Fugitivos", en partenariat avec le chanteur Jão, "Anaconda", en collaboration avec Mariah Angeliq et "Café da Manhã", avec la chanteuse Ludmilla, qui n'étaient pas disponibles au moment de la sortie de l'album, ont été publiés plus tard. libéré,,. De plus, le morceau "Penhasco", bien qu'il n'ait pas été officiellement sorti en single, est devenu l'un des plus réussis de l'album. Pour promouvoir Doce 22, l'artiste a présenté le programme Prazer, Luísa, diffusé sur Multishow en cinq épisodes à partir du 7 août 2021.
Début 2022, Sonza est apparue en tant qu'artiste invitée sur le remix de la chanson "Sentadona" de DJ Gabriel do Borel, qui est devenue un succès dans plusieurs pays. Elle a également été présentatrice de l' émission de téléréalité Queen Stars Brésil, produite pour HBO Max, aux côtés de Pabllo Vittar, et a été juge invité dans l'émission The Masked Singer Brasil. En juin, il faisait partie du projet "Lud Session" de Ludmilla et du single "Hotel Caro" de Baco Exu do Blues,. Après qu'il fut révélé que Sonza ne renouvellerait pas son contrat avec Universal Music, il a été annoncé tard que la chanteuse avait signé un contrat d'enregistrement avec Sony Music Brésil, évalué à 20 millions de dollars américains (environ 100 millions de reais à l'époque), dans le but d’investir dans une carrière internationale. Son premier album avec le label était "Cachorrinhas", un single sorti en juillet et décrit comme la fin d'une période et un langage musical qu'il utilisait depuis le début de sa carrière,. En août, elle participe à la chanson "Coração Cigano" de Luan Santana, tandis que le mois suivant, elle débute la tournée O Conto dos Dois Mundos avec une performance à la neuvième édition du festival Rock in Rio, et fait partie de la 13e édition du projet "Poésie Acoustique". Sonza a terminé 2022 en sortant "Mama.cita (Hasta la vista)", une collaboration avec Xamã.

### 2023:Escândalo Íntimo
Début 2023, Sonza est apparue en tant qu'artiste invitée sur les chansons "Deixa Eu Viver" de Mari Fernandez, "Posição de Attack" de Papatinho et "Saudade" de Ferrugem,,. En avril de la même année, Netflix Brésil annonce l'enregistrement d'une série documentaire avec Sonza, qui présentera son parcours et sa vie personnelle en parallèle avec les coulisses de son nouvel album, qui n'avait pas encore été annoncé à l'époque,. Son troisième album studio, intitulé Escândalo Íntimo, est sorti en août 2023. Dès sa sortie, l'album a été un succès commercial, accumulant plus de 15 millions d'écoutes le jour de sa sortie sur Spotify Brésil, devenant ainsi le plus grand début d'album d'un artiste brésilien sur la plateforme. Le travail a généré les singles "Campo de Morango" et "Principalmente Me Sinto Arrasada", en plus de mettre en vedette les artistes Demi Lovato, Marina Sena, Duda Beat et Baco Exu do Blues,. Pour promouvoir Escândalo Íntimo, Sonza a entrepris une tournée qui a débuté lors de la première édition du festival The Town à São Paulo le 3 septembre. Trois jours après le spectacle, la série documentaire intitulée Se Eu Fosse Luísa Sonza a été annoncée pour le 13 décembre.

## Image publique

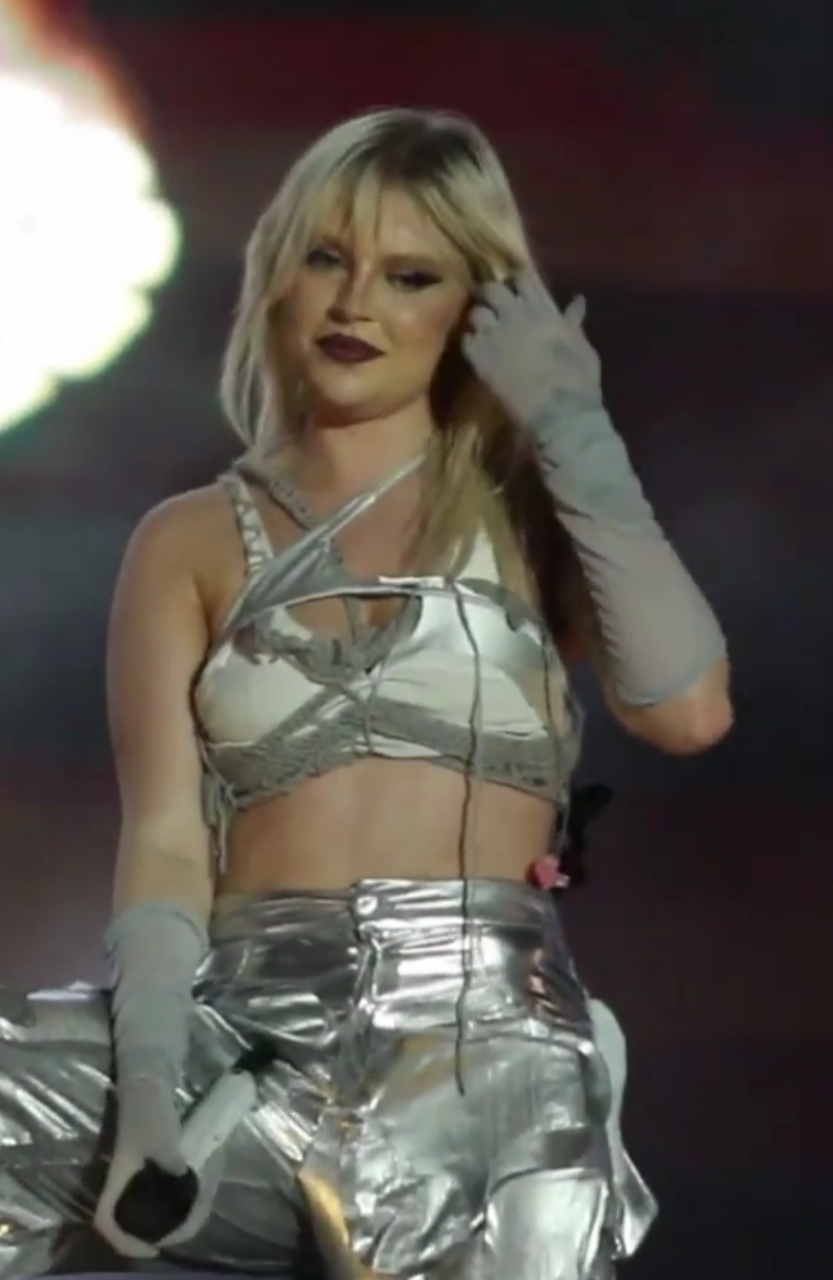
Sonza lors d'une de ses performances, qui implique une chorégraphie complexe et "beaucoup de danse",.

Depuis son ascension vers la célébrité, Sonza a été la cible d'attaques constantes de la part des médias et du public, ayant été victime à plusieurs reprises de la Cancel culture sur les réseaux sociaux. Pour la psychanalyste Kelida Marques, l'artiste est devenue une cible facile pour représenter la «figure de la femme autonome et autonome», et qu'une telle représentation « rend la société malade, sexiste, misogyne, lui donne toute sa bile et conduit à comportement malsain. À une occasion, la chanteuse a même publié sur ses réseaux sociaux des vidéos dans lesquelles elle apparaissait en larmes, demandant que cessent les menaces et les agressions contre elle. De ce fait, elle a annoncé mi-2021 qu'elle s'éloignerait de ses réseaux pour prendre soin de sa santé mentale. Dans une interview avec Elle Brasil, Sonza a défini sa vie publique comme «une cour éternelle» et a précisé:
"Je n'ai jamais voulu exposer ma vie personnelle. Je voulais juste travailler, faire de la musique, avoir la liberté de chanter [...] Je fais de la musique depuis l'âge de 7 ans, je suis né pour ça. Je ne veux pas être agressé dans la rue, je ne veux pas voir mon personnage réduit à néant, je ne veux pas que ma famille souffre au quotidien [...] Personne ne devrait payer ce prix pour vivre son rêve."
Sa vie amoureuse a également fait l'objet de discussions. Sonza a subi de nombreuses critiques lorsqu'elle a entamé une relation avec Whindersson Nunes au cours de sa carrière, étant surnommée "l'épouse de Windersson" par les médias. Le chanteur a défini le label comme "la chose qui m'a le plus dérangé dans la vie", affirmant que "les gens effaçaient tout ce que j'avais fait, comme si toute ma carrière de chanteur, les 12 années de chant, disparaissaient", mais que cela lui servait de motivation. qu'elle continue son travail. Lorsqu'ils ont annoncé leur séparation en 2020, elle a été qualifiée d'opportuniste et de profiteuse par le public, accusée d'avoir utilisé leur relation pour booster sa carrière de chanteuse et ainsi obtenir un succès commercial. Quelques mois plus tard, lorsqu'ils ont commencé à sortir avec Vitão, ils ont tous deux subi d'intenses attaques de la part du public, qui a interprété que Sonza avait trahi Nunes pour être avec Vitão,. "Flores", un duo entre les deux sorti peu avant l'annonce de leur relation, a reçu plusieurs critiques négatives pour les scènes sensuelles dans lesquelles ils sont apparus ensemble, quelques mois après leur rupture avec Nunes. Après cela, le chanteur a décidé de ne plus dévoiler ses relations amoureuses.
Le travail de Sonza, avec des paroles qui célèbrent la sexualité féminine et une chorégraphie complexe qui « implique beaucoup de twerk » dans ses performances live et ses vidéoclips,, a également fait l'objet d'un examen minutieux. Certains critiques affirment que ce type de contenu contribue à cautionner l’objectivation du corps féminin. À ce sujet, elle a déclaré: «C'est très sous-estimé lorsqu'une femme parle de son plaisir. Je ne suis pas moins artiste, au contraire, je suis plus et beaucoup plus courageuse pour parler de ma sexualité, qui nous éloigne tellement et est source de honte». Sonza a également commenté les chansons composées par des hommes qui abordent le thème du sexe avec d'autres femmes, mais qui ne reçoivent pas de commentaires négatifs comme elle. En analysant une performance de Sonza lors d'un concert où elle dansait à moitié nue sur un bar de pole dance, Marina Lourenço de Folha de S. Paulo a écrit que "que ce soit par un véritable choix, une pression extérieure ou simplement un intérêt lucratif, Sonza fétichise fréquemment son corps» et qu'elle «peut même se considérer comme une femme libre, qui contrôle et contrôle son propre corps, mais cela ne changera jamais le fait qu'elle vit dans une société qui a objectivé les femmes pendant des siècles pour en faire de simples produits rentables sur le marché». L'artiste a également été critiquée pour la quantité de mot "raba" qui apparaît dans ses chansons, ce à quoi la chanteuse a répondu en qualifiant ces commentaires de «machisme stupide et superficiel». Après la sortie du single "Campo de Morango", qui montrait des scènes à fort contenu sexuel, Sonza a perdu environ 100 000 abonnés sur Instagram.
Son apparence a également attiré l'attention, certains commentaires suggérant que la chanteuse avait subi des interventions esthétiques infructueuses ou avait fait des citations désobligeantes sur son corps. Le chirurgien plasticien Érico Brasil a évalué que Sonza avait subi un remplissage des lèvres, un rhinomodelage grâce à l'application d'acide hyaluronique, ainsi qu'une application de l'acide sur la mâchoire, donnant un aspect de visage plus carré. L'artiste a admis n'avoir que des produits de comblement dans les lèvres et a attribué son changement d'apparence à son propre vieillissement et a déclaré qu'elle ne voyait aucun problème avec les interventions chirurgicales : «Je ne suis pas contre. Je veux qu'un jour j'aurai besoin de Botox, je l'aurai", déclarant que la seule raison pour laquelle elle n'a pas eu de chirurgie plastique est parce qu'elle pense qu'elle est "très parfaite" et qu'elle aime son apparence, malgré les commentaires d'elle. détracteurs.
En 2018, le magazine IstoÉ Gente a placé Sonza à la 22e place sur la liste des «Femmes les plus sexy de l'année», établie grâce au vote populaire. En 2020, la chanteuse a été incluse dans la liste «Moins de 30 ans» du magazine Forbes, qui réunissait des professionnels qui se sont distingués dans leurs domaines d'activité au Brésil l'année précédente, soulignant comment elle «a établi le plan pour prouver qu'elle était plus que ils pensaient qu'elle l'était, à une époque où elle apparaissait dans les médias davantage pour son rôle d'influenceuse numérique que pour sa musique».

### Publicité
Tout au long de sa carrière, Sonza a associé son nom à plusieurs marques. En 2018, elle s'est associée à L'Oréal pour présenter une émission sur la beauté et le style via IGTV. En novembre 2020, l'artiste a réenregistré un jingle avec le chanteur Lellê pour la campagne de Noël de Coca-Cola de cette année-là. Sonza a également signé une ligne de lunettes avec Pedro Sampaio pour Chilli Beans, qu'une collection de vernis à ongles avec Dailus. La chanteuse est également apparue dans des publicités pour des sociétés telles que C&A, Pandora, McDonald's, PamPam, Lojas Riachuelo et a joué le rôle d'affiche pour Maybelline et Engov,. Sonza a également fait la promotion d'un certain nombre de marques dans ses vidéoclips, telles que Lojas Americanas, Netshoes, Avon, Trident et Hoteis.com.

## Caractéristiques musicales

### Style de musique
Sonza a un type vocal classé comme soprano. Au cours de sa carrière, elle a été reconnue pour avoir enregistré des chansons dont les paroles traitent de l'autonomisation des femmes, résultat de la formation basée sur l'égalité des sexes qu'elle a reçue de sa famille, ainsi que des paroles sur le sexe et l'amour,. Décrit comme un artiste pop, Sonza évolue entre différents styles musicaux,. Leur premier EP éponyme se composait de morceaux folk avec une «ambiance super romantique» ainsi que d'autres chansons dansantes,. Elle abandonnera plus tard les chansons romantiques et commencera à explorer de plus en plus la musique dance au cours de sa carrière. En abordant des genres plus dansants, Sonza s'est retrouvée à quitter sa zone de confort, expliquant la décision de s'éloigner de ses genres préférés pour "trouver que ce n'est pas nécessairement ce que vous aimez le plus, en personne, qui est le plus ce que votre entité juridique s'identifie".
Son premier album studio, Pandora, a été défini comme un disque «inspiré de la pop et de la soul music sans maquillage», destiné à s'aligner sur la vague de succès «moins surproduits et électroniques» de l'époque. L'album a également été décrit comme une division entre la pop plus simple de son début de carrière et la pop de chansons qui «semblaient créées uniquement avec des cours de fitness à l'esprit». L'album suivant, Doce 22, présentait deux parties, la première investissant «dans l'audace, la sensualité et l'essence dansante» récurrentes dans sa discographie, et la seconde se révélant « plus sensible et mélodique, vulnérable et intime»; Il a été défini musicalement comme un voyage de la pop au funk, avec la présence de la musique country, du blues et de la musique gaucho. Le troisième album de Sonza, Escândalo Íntimo, a été classé comme album concept qui montrait la polyvalence de l'artiste "en passant du rock au funk, de la lenteur à la vitesse". L'album suit la même ligne que Doce 22 en présentant différents genres, tels que les rythmes régionaux gauchos, les racines de la musique country, la samba et la bossa nova, ainsi que l'hyperpop,.

### Influences
Les premières références musicales de Sonza étaient le blues, le rock et le MPB alors qu'elle chantait ces genres pendant son enfance, citant le premier comme son genre préféré ; elle décrit ces influences comme « totalement différentes » de la façon dont elle a commencé sa carrière dans la musique pop. Ayant chanté différents genres depuis son enfance, le groupe d’artistes qui ont influencé l’artiste tout au long de sa carrière est également diversifié. L'une de ses références est le groupe The Beatles, décrit par Sonza comme son groupe préféré, dont le travail a déjà servi de source d'inspiration pour l'un de ses clips,. La chanteuse a également déclaré avoir Rita Lee comme une grande influence en tant qu'artiste, ayant grandi en écoutant et en chantant ses chansons, la définissant comme "une femme en avance sur son temps, transgressive" et l'une des premières artistes brésiliennes à "soulever des problèmes à une époque rarement abordée, ou souvent mal vue dans la bouche des femmes". Avant son décès, Lee reconnaissait Sonza comme l'une des « artistes de la nouvelle génération».
Pour elle, une autre influence importante a été la chanteuse Rihanna, déclarant que « sa performance est similaire à mon style. Je ne suis pas très girly, même si j'en ai l'air. En cela, je me sens un peu à ma place par rapport aux autres chanteurs". Sonza a également cité les chanteuses américaines Britney Spears, Christina Aguilera et Beyoncé, ainsi que le chanteur canadien Justin Bieber, comme références musicales pour son travail,,,. Elle a mentionné s'identifier à l'histoire de la vie de Spears parce qu'ils ont tous deux souffert de la pression médiatique et des mensonges inventés à leur sujet, ainsi que des similitudes dans leurs relations amoureuses. Sonza a utilisé comme référence une séance photo de Spears, ainsi que l'album Stripped (2002) d'Aguilera, qu'elle a un jour qualifiée de « reine » et a avoué l'aimer, pour composer l'esthétique visuelle de Doce 22,,. Le groupe RBD et les chanteurs Sandy et Elis Regina ont également été une source d'inspiration pour le travail de la chanteuse,. En outre, Sonza a déclaré qu'elle avait Anitta et Pabllo Vittar comme références pour sa carrière, car ce sont des "artistes qui emmènent le Brésil vers le monde" et qui ouvrent les portes à d'autres artistes brésiliens.

## Autres entreprises
En mai 2023, Sonza est devenue partenaire d'une succursale du restaurant Altar, propriété de la chef Dona Carmem Virgínia, située à Vila Madalena à São Paulo.

## Récompenses et nominations
Au cours de sa carrière, Sonza a remporté plusieurs prix, dont deux Prêmio Multishow de la musique brésilienne,, un Prêmio Jovem Brasileiro, deux Prêmios Rádio Globo Quem, et trois MTV Millennial Awards Brasil,. Elle a également été nommée pour un MTV Europe Music Awards et un Latin Grammy pour l'album Doce 22.

## Vie privée
Sonza est ouvertement bisexuelle. La chanteuse a également révélé qu'elle n'avait pas l'intention d'être mère, mais que si jamais elle le devenait, elle choisirait d'avoir des enfants adoptés. Elle est fan de l'équipe de football Sport Club Internacional, pour laquelle elle est devenue consule culturelle en 2022,.

### Relations
En mars 2016, Sonza a commencé à sortir avec l'influenceur web Whindersson Nunes. En mars 2017, les deux se sont fiancés et en février 2018, ils se sont mariés lors d'une cérémonie civile et religieuse organisée pour 350 invités, à Capela dos Milagres, située sur la Rota Ecológica dos Milagres, dans la ville de São Miguel dos Milagres. Milagres, Alagoas,. Le couple a vécu dans un manoir à São Paulo jusqu'à l'annonce de la fin de leur mariage en avril 2020,. En septembre de la même année, Luísa commence à sortir avec le chanteur Vitão. En août 2021, Sonza a confirmé la fin de la relation, motivée par les différentes attaques que le couple a reçues sur les réseaux sociaux. En juillet 2023, le chanteur a commencé à sortir avec l'influenceur numérique Francisco "Chico" Veiga.

### Cas de racisme
En 2019, Isabel Macedo, une avocate noire, a déposé une plainte auprès du tribunal de justice de Rio de Janeiro dans laquelle elle a accusé Sonza de pratiquer le racisme à son encontre, demandant une indemnisation pour préjudice moral d'un montant de 10 000 R$. Elle a affirmé que l'affaire s'était produite en septembre 2018, lors de la célébration de son anniversaire dans une maison d'hôtes située à Fernando de Noronha, où Sonza se produisait également. Alors qu'il se dirigeait vers les toilettes, Macedo est passé à côté de l'artiste, et à ce moment-là, la chanteuse lui aurait giflé le bras et lui aurait ordonné de lui apporter un verre d'eau, sur un ton grossier, croyant que l'avocat était serveuse à l'auberge. Macedo, en disant qu'elle était en réalité une cliente, a demandé à Sonza pourquoi il l'avait interprétée comme une employée du lieu, à ce moment-là la chanteuse "s'est enfuie". Outre une indemnisation, l'avocat a demandé un retrait public et "l'apposition d'affiches informatives sur l'interdiction des pratiques racistes" sur le lieu où s'est déroulé l'événement, à titre de mesure pédagogique.
En septembre 2020, après que l'affaire a été révélée dans les médias, Sonza s'est exprimée via son compte Twitter, niant dans un premier temps les accusations et demandant à ses abonnés de ne pas croire l'histoire. L'affaire a pris de nouvelles répercussions en septembre 2022, lorsque le présentateur Danilo Gentili a accusé la presse d'avoir volontairement «ignoré» la polémique impliquant Sonza. En octobre, Sonza a de nouveau utilisé son Twitter pour publier une rétractation reconnaissant son acte et s'excusant publiquement auprès de l'avocat: «La façon dont je me suis adressé à Mme. Isabel a traduit un acte de reproduction d' un racisme structurel, ce qui n'était en aucun cas mon intention". La chanteuse a également écrit qu'elle demanderait une audience spéciale pour accepter les demandes formulées par Macedo dans le processus, et qu'elle chercherait à parvenir à un accord avec elle. Sonza a également publié une série de vidéos sur son Instagram, s'excusant à nouveau auprès du candidat et de tous ceux qui se sentaient offensés par cette affaire.

## Discographie
- Pandora (2019)
- Doce 22 (2021)
- Escândalo Íntimo (2023)

## Filmographie

### Télévision
| Année | Titre                    | Poste/Caractère | Notes                                 | Ref.    |
| ----- | ------------------------ | --------------- | ------------------------------------- | ------- |
| 2018  | Dr. Darci                | Julinha         | Épisode: «Menina Gênio»               | [ 174 ] |
| 2019  | Os Roni                  | Rosinha         | Épisode: «O Show Tem Que Continuar»   | [ 175 ] |
| 2019  | Dança dos Famosos        | Participant     | Saison 16                             | [ 176 ] |
| 2020  | Amor de Mãe              | Mel             | Épisodes: «29 janvier-2 février 2020» | [ 177 ] |
| 2021  | Prazer, Luísa            | Présentateur    |                                       | [ 65 ]  |
| 2022  | Queen Stars Brasil       | Présentateur    |                                       | [ 178 ] |
| 2022  | The Masked Singer Brasil | Juge invité     | Saison 2                              | [ 68 ]  |

### Vidéos musicales
| Année | Titre                    | Artiste                        | Ref.    |
| ----- | ------------------------ | ------------------------------ | ------- |
| 2018  | "Paga de Solteiro Feliz" | Simone & Simaria, Alok         | [ 179 ] |
| 2019  | "Mi Persona Favorita"    | Alejandro Sanz, Camila Cabello | [ 180 ] |
| 2020  | "Contigo"                | Danna Paola                    | [ 181 ] |
| 2021  | "Ni Una Más"             | Aïtana                         | [ 182 ] |

## Tournée
- Tournée Pandora (2019-2020)
- Tournée Doce 22 (2021-2022)
- Tournée O Conto dos Dois Mundos (2022-2023)
- Tournée Escândalo Íntimo (2023-présent)

### Promotionnel
- Baile da Anaconda[183] (2022)
- Baile da Braba[184] (2022)